# 文龍波眼蝶
文龍波眼蝶（学名：Ypthima wenlungi）为蛺蝶科矍眼蝶屬下的一个种。種小名以高雄當地資深職業採集人陳文龍先生的名字命名。

## 描述
前翅長19～19.5毫米，背面中室外側具一枚眼紋，環以明顯黃色環帶。雌蝶尚未有採集紀錄（Takahashi, 2007）。

## 分佈
目前已知分佈區域為高雄市六龜區鳳崗山(1400-1600m)。

## 棲地
已知有9月的採集紀錄，但發生期仍須長期紀錄，作更完整的觀察。幼蟲由徐堉峰曾於2007年以禾本科球米草屬(Oplismenus)飼育幼蟲羽化成功。